# Walter E. Kurtz
Walter E. Kurtz è un personaggio immaginario presente nel film Apocalypse Now (1979) di Francis Ford Coppola, in cui è interpretato da Marlon Brando; pur non essendone in senso stretto il protagonista, Kurtz è il personaggio centrale del film, ispirato alla figura del signor Kurtz del romanzo Cuore di tenebra di Joseph Conrad.

## Genesi del personaggio
Il colonnello Walter E. Kurtz (Ohio, 1928 - Cambogia, 1969) è un personaggio nato alla fine degli anni '60 dalla fantasia dello sceneggiatore statunitense John Milius e portato sul grande schermo dal regista cinematografico Francis Ford Coppola alla fine del decennio successivo. Secondo le dichiarazioni rilasciate dai due, il personaggio si ispira liberamente a quello del sig. Kurtz (già presente nel romanzo Cuore di tenebra di Joseph Conrad), nonostante siano evidenti i richiami anche alla biografia del colonnello Robert B. Reahult, figura storica realmente esistita che nel 1969 raggiunse fama internazionale grazie al Progetto GAMMA che era il nome dato nel 1968 al distaccamento B-57, operazioni speciali, (5 ° gruppo aviotrasportato di forze speciali - 1 ° forze speciali, esercito statunitense in Vietnam dal 1967 al 1970.) Era responsabile delle operazioni segrete di raccolta di informazioni in Cambogia.

## Biografia

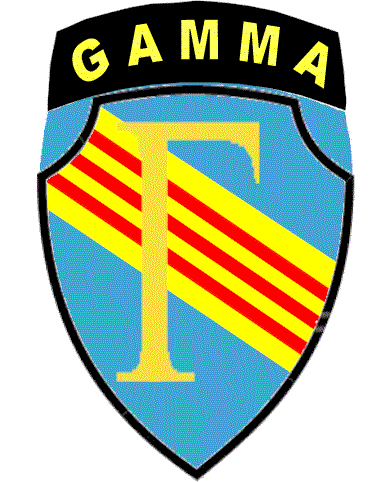

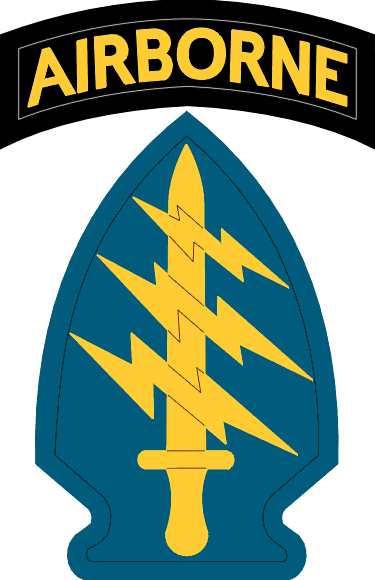

La pellicola tuttavia è ricca di informazioni sulla vita di Kurtz disseminate qua e là dagli stessi Coppola e Milius (i più evidenti nelle scene in cui il capitano Willard consulta i fascicoli sul conto del colonnello, offrendo una panoramica sufficientemente nitida sul personaggio). Sulla base di queste informazioni Walter E. Kurtz sarebbe nato nel 1928 in una famiglia benestante dell'Ohio, figlio di un ufficiale dell'esercito e proveniente dalla migliore tradizione militare statunitense (per questo motivo in seguito, i fascicoli riguardanti la sua formazione faranno riferimento a lui con l'espressione di "militare di terza generazione").
Seguendo l'esempio del padre e del nonno prima di lui infatti, all'età di diciassette anni Walter presenta una domanda per poter frequentare la prestigiosa accademia militare di West Point, dalla quale si diplomerà col grado di sottotenente.
Completato quindi il corso di addestramento base, viene inserito all'interno di un programma avanzato di addestramento per giovani ufficiali di fanteria presso Fort Gordon in Georgia; assegnato poi al settore statunitense di Berlino Ovest in Germania, viene promosso al grado di tenente.
Ritornato per un breve periodo negli Stati Uniti si laurea in Storia all'Università di Harvard con una tesi sull'insurrezione delle Filippine ("L'insurrezione delle Filippine: La polizia americana nei territori del sud-est asiatico, 1898 - 1905"). Durante la Guerra di Corea sotto il comando statunitense di stanza a Seul ha modo di completare un primo ciclo di missioni in territorio bellico. Dopo la richiesta di entrare a far parte delle Forze Speciali tuttavia, rientrerà in patria per un nuovo corso di addestramento fra Fort Holabird e Fort Washington. Il 14 giugno 1951 sposa Janet Anderson, dalla quale avrà un figlio, e qualche tempo dopo ritorna a Seul per conto delle Forze Speciali, dove un secondo ciclo di missioni nella Corea del Nord gli permettono di ottenere in poco tempo il grado di Capitano.
Durante il resto del decennio si rivela un militare dalla condotta impeccabile divenendo uno degli ufficiali più decorati, venendo insignito (fra le altre decorazioni) della prestigiosa Silver Star e del grado di maggiore. La sua prima missione in Vietnam ha luogo nel 1964, quando, divenuto ormai colonnello viene inviato dal Joint Chiefs of Staff con lo scopo di fornire una relazione riguardante le falle delle politiche militari sul luogo. Il rapporto da lui redatto, però, viene duramente criticato dai suoi capi e addirittura dal presidente degli Stati Uniti d'America Lyndon B. Johnson.
Non molto tempo dopo, Kurtz presenta domanda per entrare nel 5º gruppo delle forze speciali, ma il permesso gli viene negato dai superiori a causa della sua età "avanzata" (38 anni). Sembra infatti che l'addestramento per entrare all'interno degli Aviotrasportati fosse particolarmente impegnativo anche per ufficiali che al momento della frequenza avevano la metà dei suoi anni. Kurtz inviò la domanda ben tre volte, consapevole di rinunciare ad una carriera come generale di stato maggiore (all'interno degli Aviotrasportati oltrepassare il grado di colonnello veniva considerata un'impresa per pochi eletti) arrivando persino a minacciare di uscire dalle forze armate. Alla fine, si unisce ad un reparto in cui i suoi compagni sono tutti molto più giovani e torna in Vietnam nel 1966 come membro dei Berretti verdi: gli viene affidato il compito di eliminare dei raggruppamenti di montagnard dentro e intorno al confine della Cambogia, per poi arrivare a colpire i Viet Cong. Kurtz riesce a trovare i montagnard compresi le loro mogli e i loro figli, poi inizia a colpire i vietcong. Il caparbio militare americano impiega però metodi molto violenti, non solo per eliminare i nemici, ma anche per infondere paura. In un primo momento, i superiori di Kurtz non obiettano e non intervengono, soprattutto perché egli sta ottenendo ottimi risultati. Cominciano a ricredersi quando ricevono delle fotografie in cui il colonnello è ripreso mentre compie diverse atrocità.
Nel 1968, Kurtz non rispetta l'ordine di rientrare alla base, rassegna le proprie dimissioni da colonnello e, inoltre, ordina l'esecuzione sommaria di quattro agenti dei servizi segreti locali che lui stesso credeva facessero il doppio gioco con i Viet Cong (non è certo il nesso di causalità con le esecuzioni, ma da quel momento le incursioni nemiche nel territorio controllato da Kurtz cessano del tutto). Kurtz diviene così un disertore e si rifugia nella foresta della Cambogia, diventando il capo di una variopinta truppa di soldati ammutinati, sbandati e indigeni. A questo punto, il comando militare invia sul luogo un altro ufficiale dei corpi speciali, il capitano Richard M. Colby, con l'ordine di porre rimedio all'incresciosa situazione. Colby, però, una volta raggiunto Kurtz e il suo "esercito personale", decide di unirsi al colonnello.
Così i funzionari dell'intelligence statunitense spediscono in Cambogia un altro ufficiale dell'esercito statunitense, il capitano Benjamin L. Willard, al quale assegnano la stessa missione del capitano Colby, stavolta enfatizzando senza possibilità di equivoco, che deve ricorrere alla forza per eliminare il disertore. Giunto a destinazione, dopo un viaggio fluviale allucinante, il capitano Willard viene catturato dagli accoliti di Kurtz e condotto al cospetto del venerato colonnello. Kurtz è diventato una specie di semi-dio per i suoi sottoposti ed è molto rispettato da tutti loro. L'ormai leggendario comandante spiega a Willard le sue teorie sulla guerra e il capitano rimane non poco turbato da tutta la situazione e dalle parole del colonnello.
Kurtz crede infatti che se il conflitto in Vietnam non abbia ancora raggiunto una conclusione, la colpa sia imputabile alla scarsa motivazione dei soldati statunitensi, decisamente più numerosi dei vietcong ma non abbastanza ideologicamente motivati per poter sacrificare la propria vita in combattimento.
I vietcong invece, pur senza seguire alcun codice militare, combattono commettendo brutali atrocità a danno di prigionieri e civili poiché convinti di agire al servizio "di un bene superiore"; essi sono disposti a sacrificare le loro vite perché credono fermamente nelle ragioni che li portano a schierarsi sul campo di battaglia, cosa che invece non si verifica fra le file degli americani, intenti a combattere una guerra ai quali si sentono praticamente estranei. Significativo è anche il discorso che Kurtz fa a Willard riguardo alla propria posizione nei confronti dell'esercito statunitense: «non potete chiamarmi assassino; potete uccidermi, questo sì, avete il diritto di farlo, ma non avete il diritto di giudicarmi». Il colonnello, una notte, uccide uno dei due membri sopravvissuti (altri due sono stati uccisi durante la tormentosa missione) dell'equipaggio del capitano Willard (un soldato conosciuto come Chef perché sognava di fare il cuoco), risparmiando comunque Willard perché vuole che porti a compimento la missione di morte assegnatagli (liberando Kurtz da una evidente sofferenza mentale) e perché vuole che sia Willard a raccontare la propria verità alla sua famiglia (in particolare al figlio).
Una sera durante un festeggiamento pagano dei montagnard, Willard penetra nella camera di Kurtz, mentre questi sta trasmettendo un nuovo messaggio via radio (come aveva già fatto in precedenza allarmando ulteriormente l'Alto Comando USA), e lo uccide con un machete. Il colonnello spira sussurrando "l'orrore...l'orrore".

## Rappresentazione
Quando Marlon Brando si presentò sul set nelle Filippine nel settembre 1976, espresse subito al regista Coppola le sue perplessità riguardo al personaggio da interpretare, perché non capiva il romanzo Cuore di tenebra (a cui il film si ispira molto liberamente) e di conseguenza non comprendeva nemmeno perché il colonnello Kurtz dovesse essere calvo e spietato. Coppola bloccò la produzione del film per due settimane (come affermato dall'attore Dennis Hopper che prese parte al film interpretando un fotografo eccentrico e verboso alla corte del colonnello disertore) e si ritirò su una barca insieme a Brando per leggere insieme Cuore di tenebra in modo da chiarire i dubbi di Brando. Alla fine, l'attore si presentò nuovamente sul set, con il capo completamente rasato, e dichiarò di essere pronto per il ruolo.
Tuttavia, Brando in quel periodo era ingrassato notevolmente (si parla di almeno 20 chili di troppo) e quindi Coppola fu costretto a girare le scene del colonnello Kurtz inquadrandone solo la testa e sempre in penombra, di sbieco e di taglio. Ciò finì con l'accrescere grandemente l'effetto di straniamento, di fuggevolezza e di mistero del personaggio, con ricadute positive sulla riuscita del film.

## Curiosità
- Marlon Brando per questo ruolo fu pagato 1 milione di dollari alla settimana, per un totale di 3 milioni di dollari più 70.000 dollari per il prolungamento delle riprese.
- Fotogrammi di Marlon Brando in uniforme militare americana del film Riflessi in un occhio d'oro vennero usati nella scena il cui il capitano Willard, interpretato da Martin Sheen, sfoglia il dossier sul colonnello Kurtz.